# أوبارتوم
أوبارتوم هي طبيبة سومرية عاشت اثناء عصر سلالة أور الثالثة في حوالي 2075 ق م. هي من اوائل النساء التي ذكر مزاولتهن لمهنة الطب في التاريخ وقد كانت من مدينة غرشانا، وذكر ان اخويها ايضا كانا طبيبين واحدهما تزوج من ابنة ملك أور شولجي. لا يعرف الكثير عن انجازاتها، هناك لوح مسماري واحد من 50 جملة يتكلم عن كونها اختصت بامراض النساء والتوليد وتلقت خيرات نتاج عملها يكفيها لتعيش ستة عشر عام هي وابنتها من ماشية واغنام من زوجات احدى قادة جيش أور وكذلك تلقت خيرات من كاهن معبد سين في أور، وذكر انها كانت تخدم بشكل اساسي في مدينة إيري ساغاسي بالقرب من مدينة أوما.